# Опал
Благородният опал е скъпоценен камък, представляващ аморфен минералоид, хидратиран силициев диоксид (SiO2·nH2O;) с водно съдържание, достигащо понякога до 20%. С течение на времето количеството вода намалява, като често опалът се напуква (дехидратация). Твърдост по скалата на Моос: 5,5 – 6,5. Плътност – 2,20. Притежава мидест лом и стъклен блясък.  Опал без игра на светлината, както и опализирани организмови и дървесни останки се срещат сравнително често в природата. Благородният опал обаче се образува при изключително сложни геоложки процеси и поради това е изключително рядък. При благородния опал няколко цвята се наблюдават едновременно вследствие на интерференция и дифракция на светлината, преминаваща през микроструктурата на камъка (дифракция на Браг). Някои разновидности на този скъпоценен камък се ценят дори по-високо от диамантите.

## Видове благороден опал
- Бял опал – светъл, прозрачен с опалесценция в светлосин цвят.
- Черен опал – черен, виолетов, тъмносин с опалесценция основно в червени тонове – най-скъпата разновидност на опала.
- Арлекин – с многоцветен мозаечен рисунък и опалесценция в червен, син, жълт и зелен цвят.
- Огнен опал – жълт, оранжев, червен, прозрачен с огнена опалесценция.
- Царски опал – камък, в който централната част е червена или бронзова, заобиколена от яркозелени ивици.
- Джирасол – син или бял с опалесценция в червени тонове.
- Лехосопал – зелен, с опалесценция в зелени и карминови тонове.

Цветът на обикновения опал е безцветен и прозрачен, стъкловиден (хиалит), порцеланово бял (кахолонг), млечно бял до синкав (млечен опал), жълт (восъчен опал), зелен (празопал, хлоропал), гейзерит  – белезникав до сив опал, формиращ се в близост до гейзери, дендритен опал (с множество дървовидни включения от железни оксиди), син, сив, червен, кафяв до черен. Кремъкът (флинт) често се бърка с обикновения опал, но всъщност е скала, съставена основно от опал и халцедон при конкреционно отлагане във варовици.
Обикновеният опал не притежава ярката игра на багри на благородния му вариант. Дадено му е името „обикновен“, тъй като е разпространен в много региони по целия свят. Повечето екземпляри на обикновения опал също са „обикновени“ и на външен вид и не привличат вниманието на търговците на камъни и бижутерите. Въпреки това, някои негови разновидности са много привлекателни, цветни и притежават силен блясък. Те се обработват като красиви полускъпоценни камъни на разумна цена.
По-известни находища на благороден опал има в Австралия (до 90% от световния добив), САЩ, Бразилия, Мексико, Кения, Етиопия и др. В България някои разновидности на обикновения опал се срещат около Първомай, в Източните Родопи – Кърджалийско и Хасковско. Среща се в пукнатини и празнини на различни скали.

## Суеверия, свързани с опала
Има вярвания, според които от всички скъпоценни камъни опалите носят най-много нещастие. През XIX век набедили тези камъни, че носят лош късмет. Испанският крал Алфонсо XII (1857 – 1885) подарил на съпругата си опал и няколко месеца след това тя починала. Следващите притежатели на този опал, между които и самият крал, също починали скоро. Разбира се, всичко това се случило, когато в Европа върлувала холерата. По онова време хората вярвали също, че опалът свети, докато човекът, който го носи, е жив, а при смъртта му губи блясъка си. Днес знаем, че опалът реагира на температурата на човешкото тяло.

## Галерия
- Гейзерит
- Опализирано дърво
- Благороден опал в майчина скала
- Хиалит
- Опал от Кубър Педи, Австралия
- Огнен опал
- Опализиран фосил на белемнит